# ماريا تريزا، الدوقة العظمى للوكسمبورغ
ماريا تريزا، الدوقة العظمى للوكسمبورغ (بالإسبانية: María Teresa Mestre y Batista) (ولدت في، 22 مارس 1956)، هي قرينة الدوق الأكبر هنري، دوق أعظم لوكسمبورغ.